# 빅토르 본다레프
빅토르 니콜라예비치 본다레프(러시아어: Виктор Николаевич Бондарев, 1959년 12월 7일 ~ )는 2015년 5월 6일부터 러시아 공군의 사령관 겸 연대장이다. 2015년 8월 1일부터는 러시아 항공우주군의 사령관이 되었다. 그는 알렉산드르 제린이 4월 27일 군에서 해임된 후 그를 대체하여 들어갔다.

## 생애
1977년 본다레프가 소련 공군에 참여하면서 그의 군 경력은 시작되었다. 1981년 그는 보리소글렙스크에 위치한 승조원을 위한 보리스 항공 훈련센터를 졸업했고, 1992년 가가린 공군학교를 졸업했다. 2004년 그는 러시아 합동참모군사대학교를 졸업했다.
그는 보리스 항공 훈련 센터의 편대장이 되었고 공격항공여단의 부사령관이 되어 소련-아프가니스탄 전쟁에 참여했다. 그는 이후 부투리노프카에 위치한 제899공격항공보위여단의 사령관이 되었고, 이 여단은 제1차 체첸 전쟁 및 제2차 체첸 전쟁에 참여했다. 2000년 그는 제105공군구성사단의 부사단장이 되었고 2004년에는 그 부대의 사단장이 되었다. 이 사단은 제16군 공군 및 방공 사령부 소속이었다.  2006년 5월 그는 제14군의 부사령관이 되었고, 2008년 6월 사령관이 되었다. 2011년 그는 러시아 공군의 부사령관이 되었다.
e.